# Iteratív mélyítés A* algoritmus
Az iteratív mélyítésű A* (IDA*) algoritmusa egy gráfbejáró útkereső algoritmus, amely egy kijelölt kezdőpont és a célpontok halmazának bármely eleme között megtalálja a legrövidebb utat. Az iteratív, mélységi keresés egy változata, alapötlete, hogy egy heurisztikus függvényt használ annak a kiértékelésére, hogy mennyi a fennmaradó költsége a cél elérésének az A* kereső algoritmusban. Mivel egy mélységi kereső algoritmus, a memóriaigénye kevesebb, mint az A algoritmusé, de ellentétben a szokásos iteratív mélyítéssel, a legígéretesebb csomó megtalálására fókuszál, éppen ezért nem megy mindenhol ugyanabba a mélységbe a keresőfában. Az A* -gal ellentétben az IDA* nem használ dinamikus programozást, így gyakran ugyanazokat a csomópontokat járja be újra és újra. 
Míg a standard iteratív mélységi kereső a keresési mélységet használja minden egyes iterációhoz, az IDA* a sokkal egyértelműbb {\displaystyle f(n)=g(n)+h(n)} képletet alkalmazza, ahol {\displaystyle g(n)} a gyökértől az n. csomópontig való eljutás költsége, {\displaystyle h(n)} egy problémaspecifikus heurisztikus becslése n-től a célig való eljutás költségének. 
Az algoritmust először Richard Korf írta le 1985-ben.

## Leírás
Az iteratív A* algoritmus a következőképpen működik. Minden egyes iterációnál végrehajt egy mélységi keresést a fán, és levág egy ágat, aminek a teljes {\displaystyle f(n)=g(n)+h(n)} költsége meghalad egy adott küszöböt. Ez a küszöb a költség becsült értéke kezdeti állapotban, és minden egyes iterációval emelkedik. Minden iterációnál a következő iterációhoz használt küszöbérték az összes érték minimális költsége, amely meghaladta az aktuális küszöböt.
Akárcsak az A*-nál, a heurisztikának bizonyos tulajdonságokkal kell rendelkeznie az optimálisság garantálása érdekében (legrövidebb utak). Lásd később a tulajdonságoknál.
```
 
path
 
aktuális keresési útvonal (úgy viselkedik, mint egy verem)

 
node
 
aktuális csomópont
 
(az utolsó csomópont az aktuális útvonalon)

 
g
 
az aktuális csomópont elérésének költsége

 
f
 
a legolcsóbb út becsült költsége (gyökér..csomópont .. cél)

 
h
 ( 
node
 ) 
a legolcsóbb útvonal becsült költsége
 ( 
csomópont
 
.. cél)

 
cost
 ( 
node
, 
succ
 ) 
lépés költségfüggvény

 
is_goal
 
(node)
 
cél teszt

 
successors
 (node ) 
bővítő függvény, kibővített csomópontok g + h szerint (csomópont)

  
ida_star
 ( 
root
 ) 
vagy NOT_FOUND-ot, vagy a legjobb elérési utat és annak költségét adja vissza

 
 
eljárás
 
ida_star
 ( 
root
 )
  
bound
   : = 
h
 ( 
root
 )
  
path
   : = [ 
root
 ]
  
ciklus

   
t
   : = 
keresés
 ( 
path
, 0, bound )
   
ha
 
t
 = FOUND, 
then return
 
(path, bound)

   
ha
 
t
 = ∞, 
then return
 NOT_FOUND 
   
bound
   : = 
t

   
ciklus vége

 
eljárás vége

 
 
függvény
 
keresés
 ( 
path
, 
g
, 
bound
 )
  node   : = 
path.
last
  
f
   : = 
g
 + 
h
 ( 
node
 )
  
ha
 
f
 > 
bound,
 
then return
 
f

  
ha
 
is_goal
 ( 
node
 ), 
then return
 FOUND
  
min
   : = ∞
  
for
 
succ
 
in
 
successors
 
(node)
 
do

   
ha
 
succ
 
not in
 
path,
 
then

    
path
.push(
succ
)
    
t
   : = 
keresés
 ( 
path
, 
g
 + 
cost
( 
node
, 
succ
 ), 
bound
 )
    
ha
 
t
 = FOUND, 
then return
 FOUND
    
ha
 
t
 < 
min,
 
then
 
min
   : = 
t

    
path
.pop()
   ha vége
  
for vége

  
return
 
min

 
függvény vége
```

## Tulajdonságok
Akárcsak A*, IDA* is garantáltan megtalálja a legrövidebb utat egy adott kezdeti csomóponttól bármely célig az adott gráfban, ha a heurisztikus függvény megengedő, azaz 
{\displaystyle h(n)\leq h^{*}(n)}
bármely n csomópontra, ahol h* az n től induló legrövidebb út elérésének tényleges költsége a legközelebbi célhoz (a "tökéletes heurisztika").
Az IDA* akkor hasznos, ha a probléma memóriakapacitása korlátozott. Az A* keresés eltárolja számos fel nem fedett csomópont sorozatát, ami így gyorsan telíti a memóriát. Ezzel szemben, mivel az IDA* csak az aktuális úton lévő csomópontokat tárolja el, a memóriaigénye az általa gyártott megoldás hosszával egyenesen arányos. Időbeli összetettségét Korf és munkatársai úgy vizsgálták, hogy feltételezték, hogy a h heurisztikus költség értékének becslése konzisztens, azaz 
{\displaystyle h(n)\leq \mathrm {cost} (n,n')+h(n')}
bármely n csomóra és annak n’ szomszédjára. Azt a következtetést vonták le, hogy összehasonlítva egy brute-force fabejáró algoritmussal egy exponenciális méretű feladaton, IDA kisebb keresési mélységbe megy (egy konstans tényezővel kisebb), de az elágazási tényező nem változik.
A rekurzív legjobbat-először keresés egy másik memóriaigényes fajtája az A* nak, ami a gyakorlatban gyorsabb az IDA* algoritmusnál, mivel kevesebb csomópontot kell újragenerálnia.

## Alkalmazások
Az IDA* elsősorban olyan problémákra alkalmazható jól, mint a tervezés.

## Fordítás
Ez a szócikk részben vagy egészben  az   Iterative deepening A* című angol Wikipédia-szócikk ezen változatának fordításán alapul.  Az eredeti cikk szerkesztőit annak laptörténete sorolja fel. Ez a jelzés csupán a megfogalmazás eredetét és a szerzői jogokat jelzi, nem szolgál a cikkben szereplő információk forrásmegjelöléseként.